# Cucullanus mugili
Cucullanus mugili is een rondwormensoort uit de familie van de Cucullanidae. De wetenschappelijke naam van de soort is voor het eerst geldig gepubliceerd in 1965 door Belous.